# Сельское поселение «Село Льва Толстого»
Се́льское поселе́ние «Село Льва Толстого» — муниципальное образование в Дзержинском районе Калужской области Российской Федерации.
Административный центр — село имени Льва Толстого.

## История
Статус и границы сельского поселения установлены Законом Калужской области от 28 декабря 2004 года № 7-ОЗ «Об установлении границ муниципальных образований, расположенных на территории административно-территориальных единиц „Бабынинский район“, „Боровский район“, „Дзержинский район“, „Жиздринский район“, „Жуковский район“, „Износковский район“, „Козельский район“, „Малоярославецкий район“, „Мосальский район“, „Ферзиковский район“, „Хвастовичский район“, „Город Калуга“, „Город Обнинск“, и наделении их статусом городского поселения, сельского поселения, городского округа, муниципального района».
С ноября 2020 года в селе работает первый в России негосударственный «Театр села».

## Население
| 2010  | 2012  | 2013  | 2014  | 2015  | 2016  | 2017  |
| ----- | ----- | ----- | ----- | ----- | ----- | ----- |
| 3869  | ↗3945 | ↘3929 | ↘3913 | ↘3890 | ↗3894 | ↘3882 |
| 2018  | 2019  | 2020  | 2021  |       |       |       |
| ↘3836 | ↘3802 | ↗3803 | ↗3813 |       |       |       |

## Состав сельского поселения
| № | Населённый пункт    | Тип населённого пункта       | Население |
| - | ------------------- | ---------------------------- | --------- |
| 1 | Каравай             | деревня                      | ↗159      |
| 2 | Ларинское           | деревня                      | ↗29       |
| 3 | имени Льва Толстого | село, административный центр | ↘3590     |